# Dark White BBB
Dark White BBB is een Belgisch bier van hoge gisting.
Het bier wordt gebrouwen in Brasserie Fantôme te Soy.
Het is een amberkleurig bier met een alcoholpercentage van 4,5%. De naam BBB verwijst naar The Burgundian Babble Belt, een internationale groep van "Belgisch bier"-fanaten.